# Ladumyrtjärnen, Norrbotten
Ladumyrtjärnen är en sjö i Piteå kommun i Norrbotten och ingår i Lillpiteälvens huvudavrinningsområde.